# Fachwerk

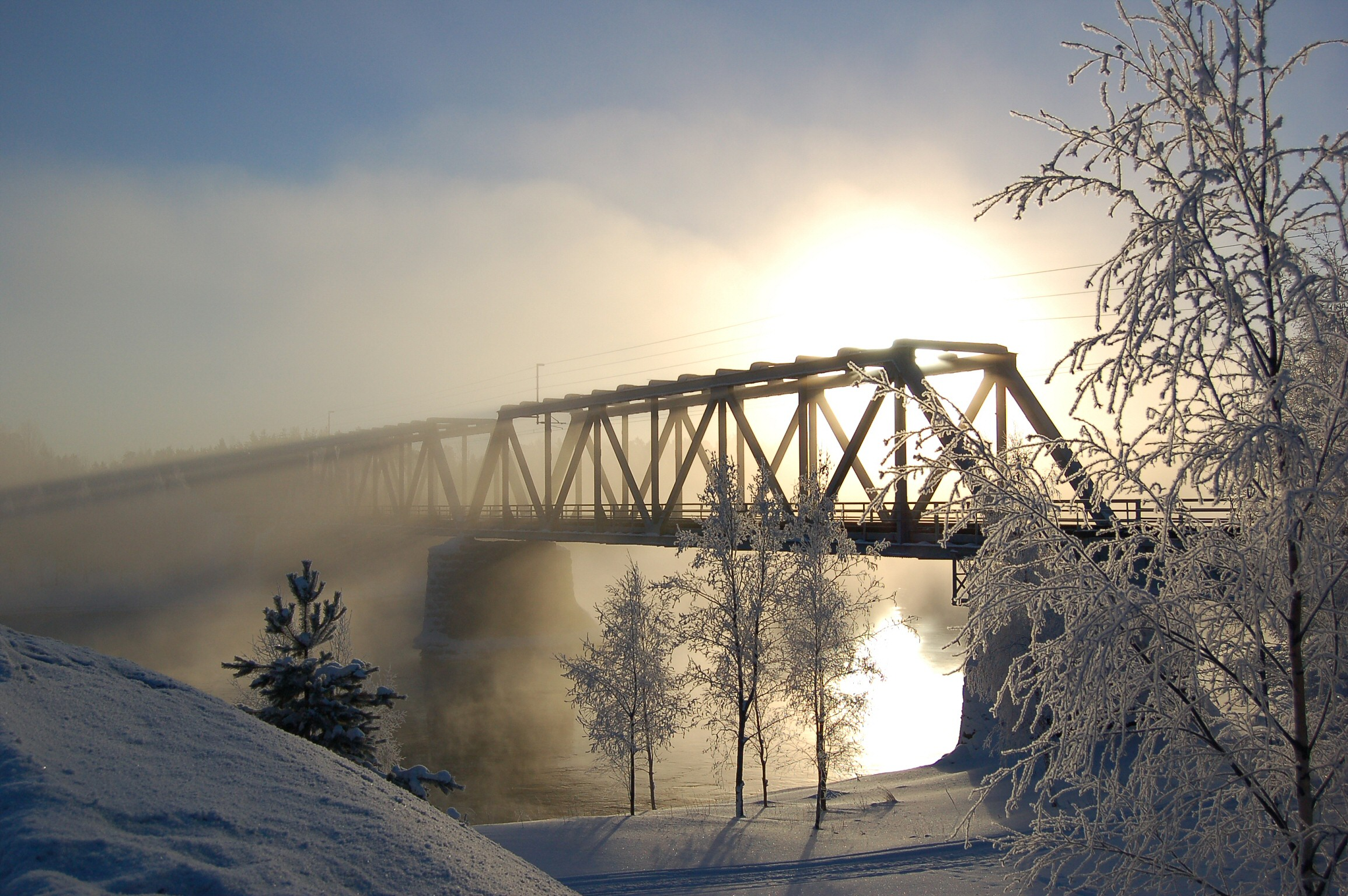
Fachwerkbalken-Stahlbrücke mit zwei ebenen Fachwerken in parallelen vertikalen Ebenen

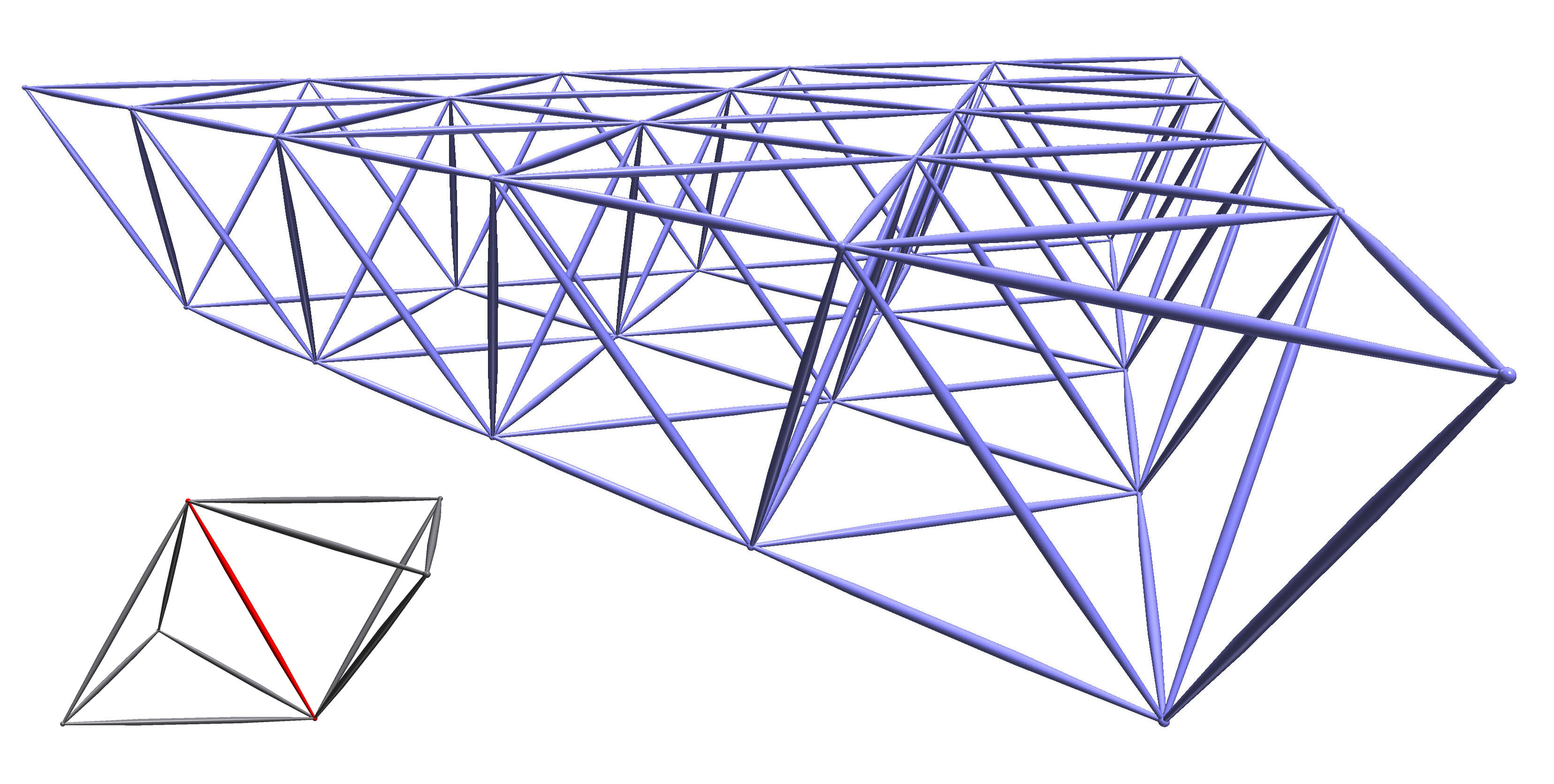
Räumliches Fachwerk, z. B. als Tragwerk eines Dachs: unten links 2 zusammenhängende Grundzellen (Tetraeder) aus je sechs Stäben

Ein Fachwerk ist ein Stabwerk, dessen Stäbe allein durch die Normalkraft beansprucht werden, deren Enden in den Knotenpunkten miteinander verbunden sind. Ein Fach ist ein zweidimensionales Vieleck, welches durch Stäbe aufgespannt wird. Fachwerke bestehen in der Regel überwiegend aus Dreiecken. Der Begriff Fachwerk leitet sich vermutlich vom mittelhochdeutschen vach oder fah für in Felder geteilte Fläche und Geflecht ab.

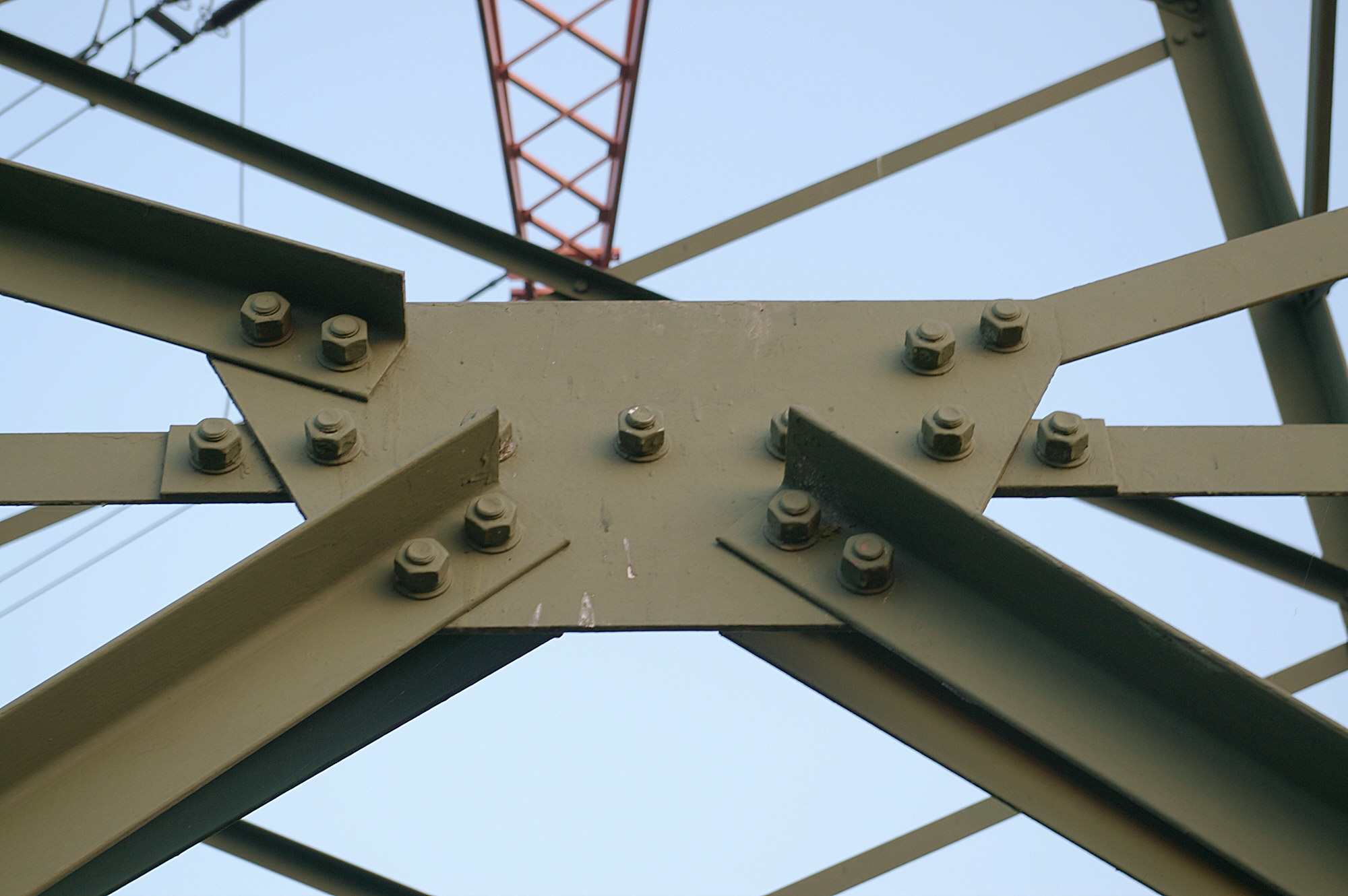
Knoten im Fachwerk eines Hochspannungsmastes. Eng zusammenliegende Schraubverbindungen erlauben keine Einspannung. Diese Knotenblech-Verbindung ist daher als nahezu gelenkig anzusehen.

Gelenkige Knotenverbindungen sind eines von mehreren Merkmalen des sogenannten idealen Fachwerks, die in der Literatur oft als zentrale Eigenschaft des Fachwerks genannt wird. Reale Fachwerke werden in der Regel mit biegeweichen Stäben ausgeführt, die sich näherungsweise als gelenkige Knoten modellieren lassen. Stabwerke mit biegesteifen Knoten sind keine Fachwerke im engeren Sinne.
Ein Fachwerkträger ist ein Tragelement mit schlankem und schmalem Verhältnis zu seiner Länge, das gewöhnlich horizontal verläuft und auf Durchbiegung beansprucht ist. Die an Ober- und Unterseite durchlaufenden Stäbe werden als Ober- und Untergurt bezeichnet. Die Stäbe eines Gitterträgers stehen enger als beim Fachwerkträger, so dass der Eindruck eines Gitters entsteht.

## Anwendungen

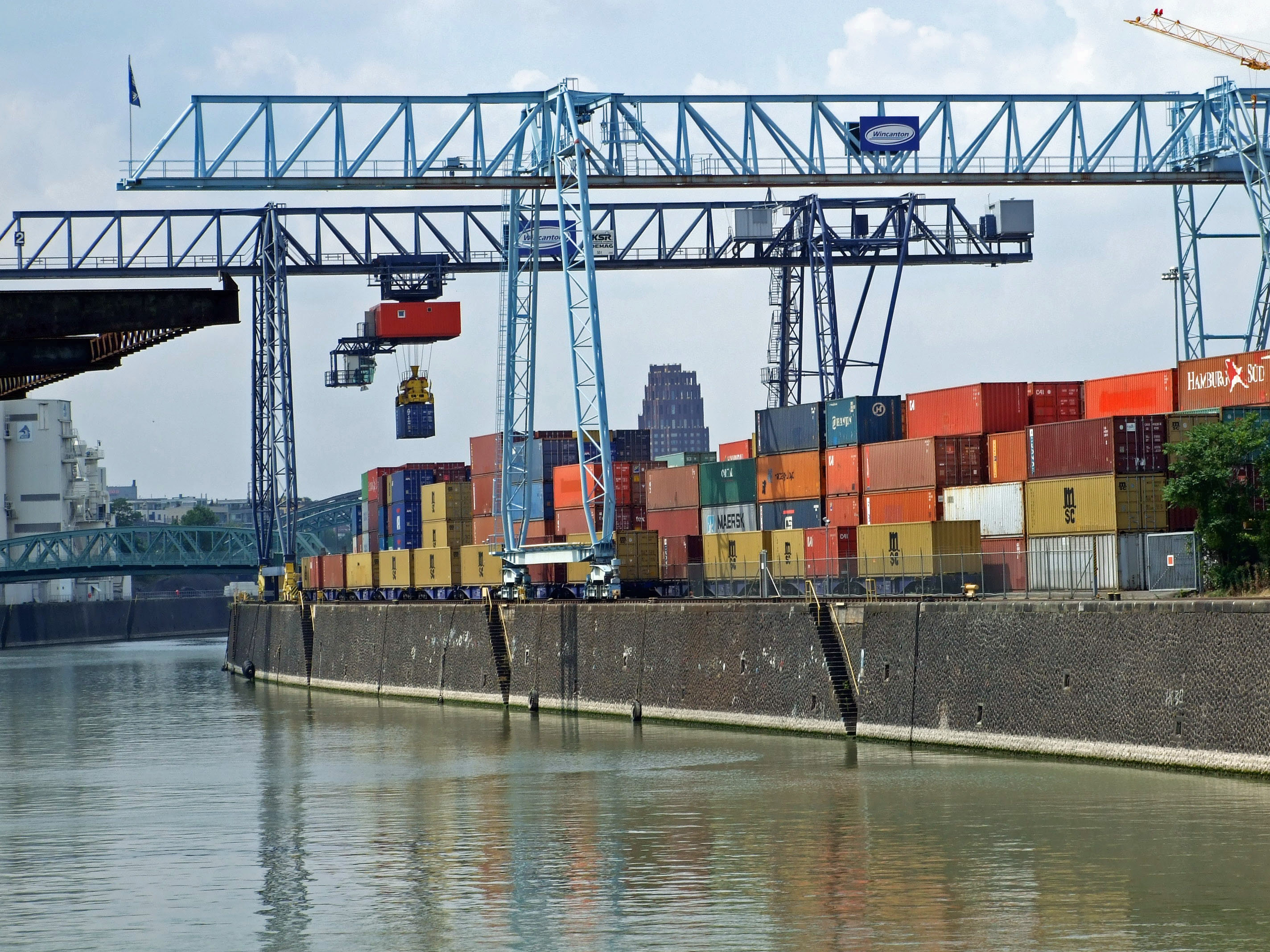
Zwei Containerbrücken: Sowohl die Kranbrücken als auch die Kranstützen enthalten ausschließlich Stabdreiecke.

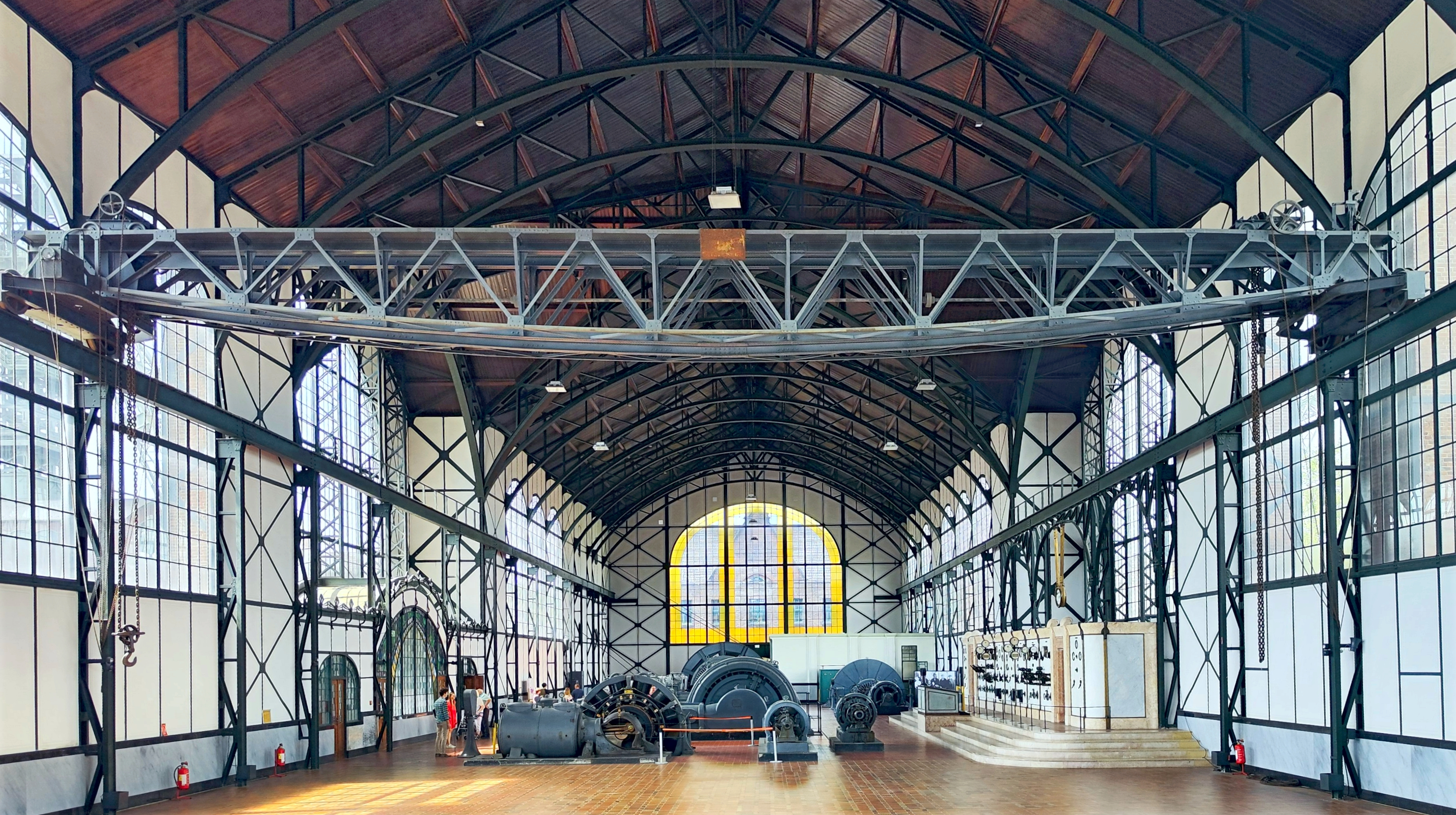
Brückenkran in Fachwerkkonstruktion in der Maschinenhalle der Zeche Zollern in Dortmund

### Bauwesen
Konstruktionen aus Fachwerken haben im Allgemeinen im Verhältnis zu anderen üblichen Bauweisen für ihre Tragfähigkeit ein geringes Eigengewicht. Nachteilig kann sich ihr großes Volumen auswirken, was indes zugleich unter dem Gesichtspunkt der Funktionsästhetik auch reizvoll sein kann (Beispiel: optisch stark in Erscheinung tretende Fachwerkbrücken). Ihre Erdbebensicherheit ist hoch.
Räumliche Gebäude-Fachwerke gibt es als Fassaden, Dächer (auch Vordächer und Hallendächer) und Kuppeln. Weitere Anwendungen sind Fachwerkbrücken, Kräne (Portalkräne, Kranbrücken, Turmkräne, Wippkräne u. a.), Masten (Hochspannungsmasten, Oberleitungsmasten, Telefonmasten, Windkraftmasten) und Aussichtstürme.

Fachwerke im Bauwesen, schematisch
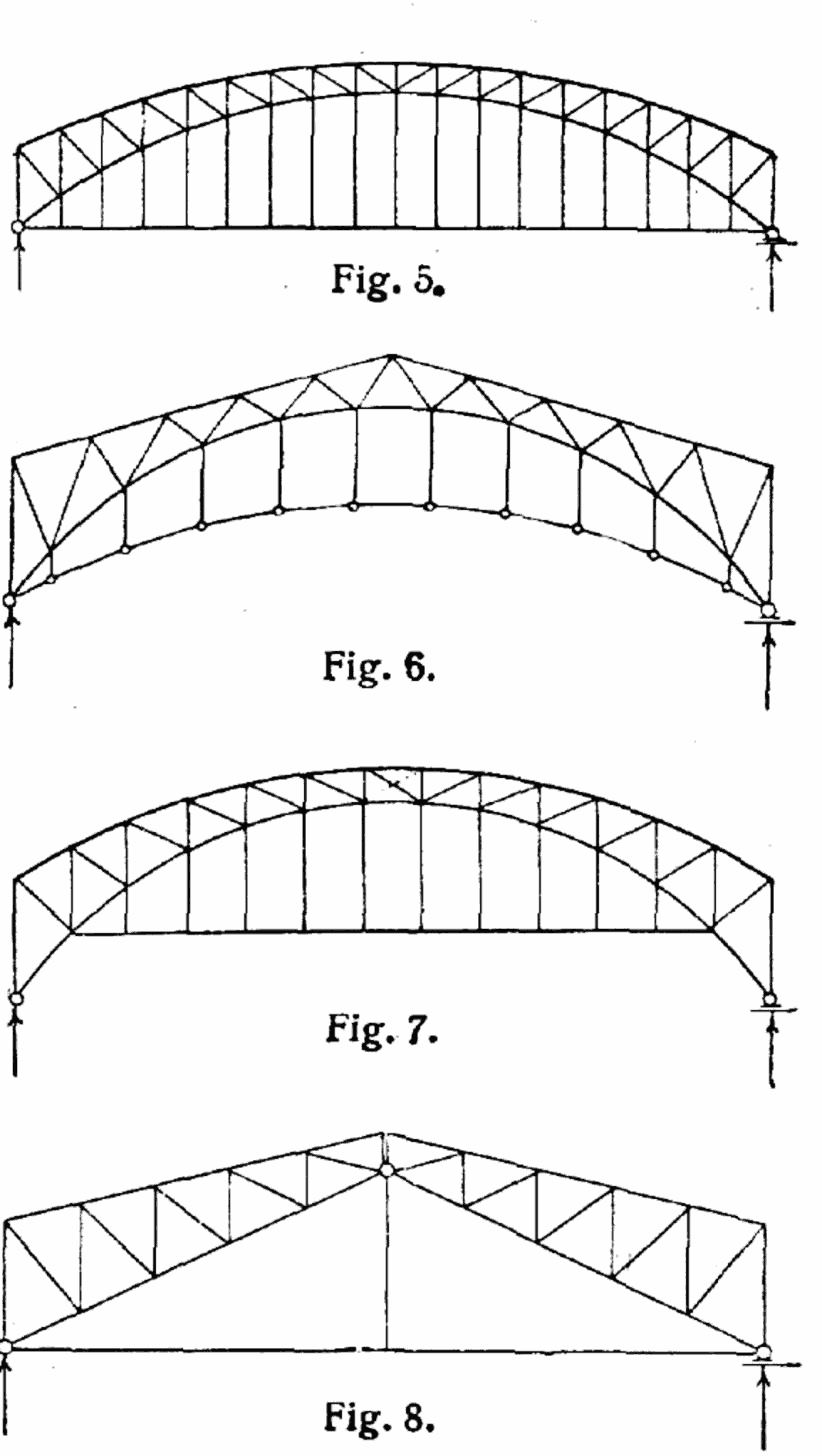
Fachwerke für Brücken
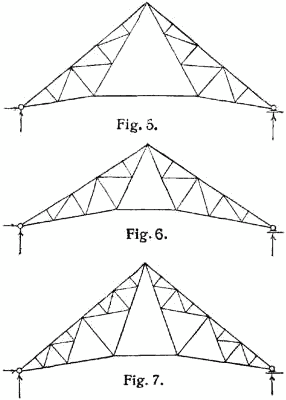
Polonceaubinder für weitspannende Dachkonstruktionen
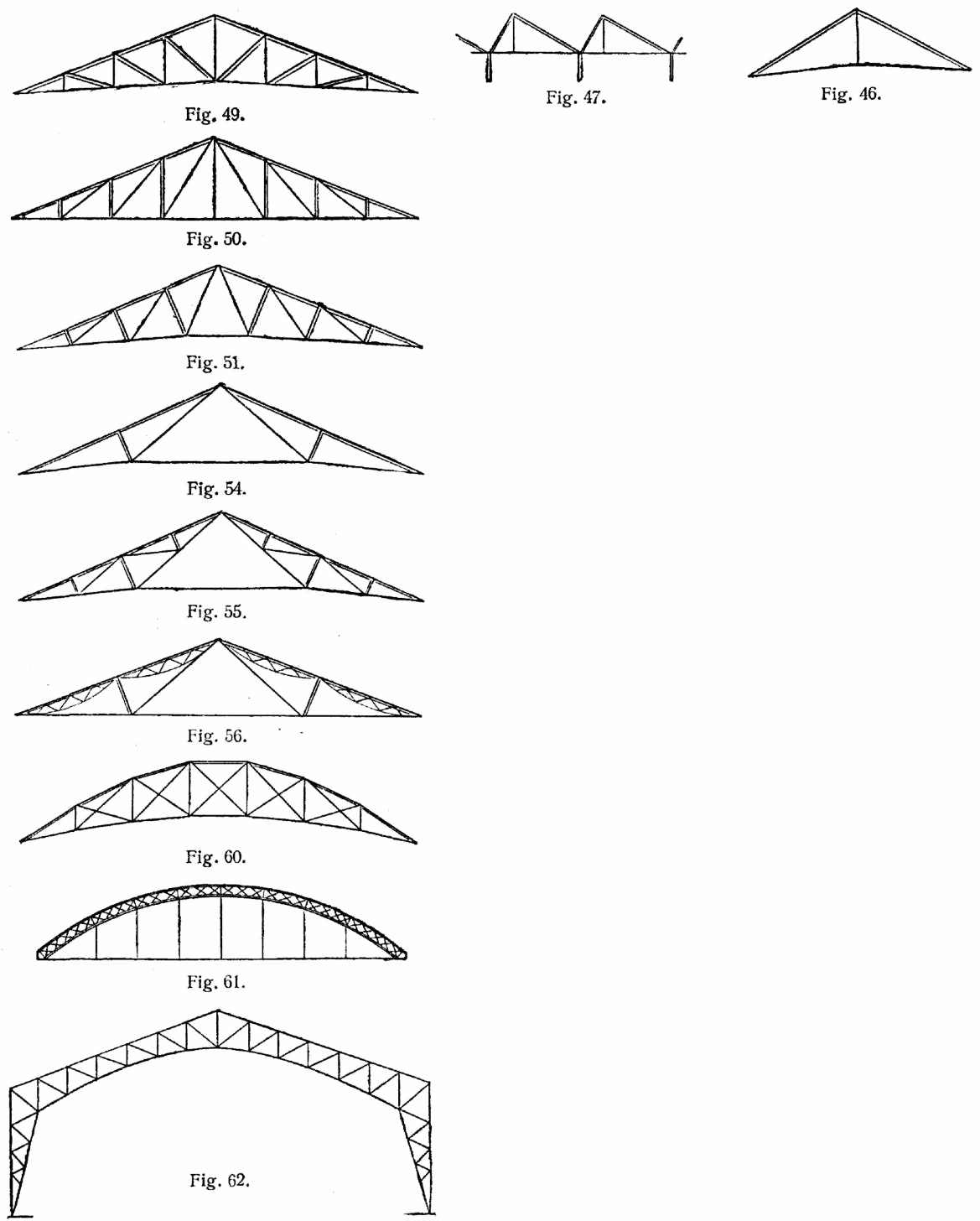
Fachwerke für Dächer und Hallen
Verschiedene Fachwerkträger mit Möglichkeiten zur Anordnung der Streben

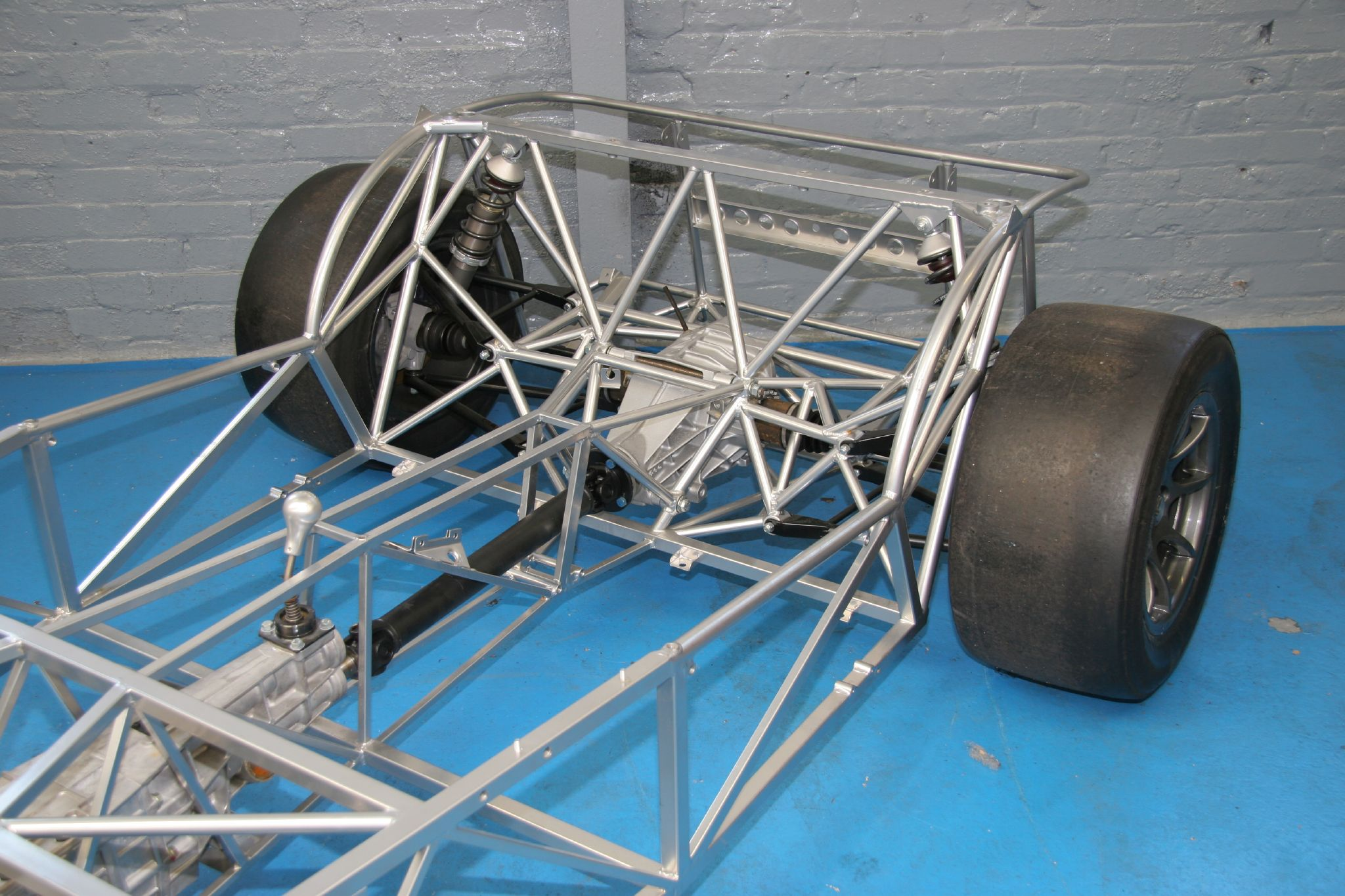
Hinterer Teil eines Rennwagen-Fahrgestells (sogenannter Gitterrahmen)

### Fahrzeugbau

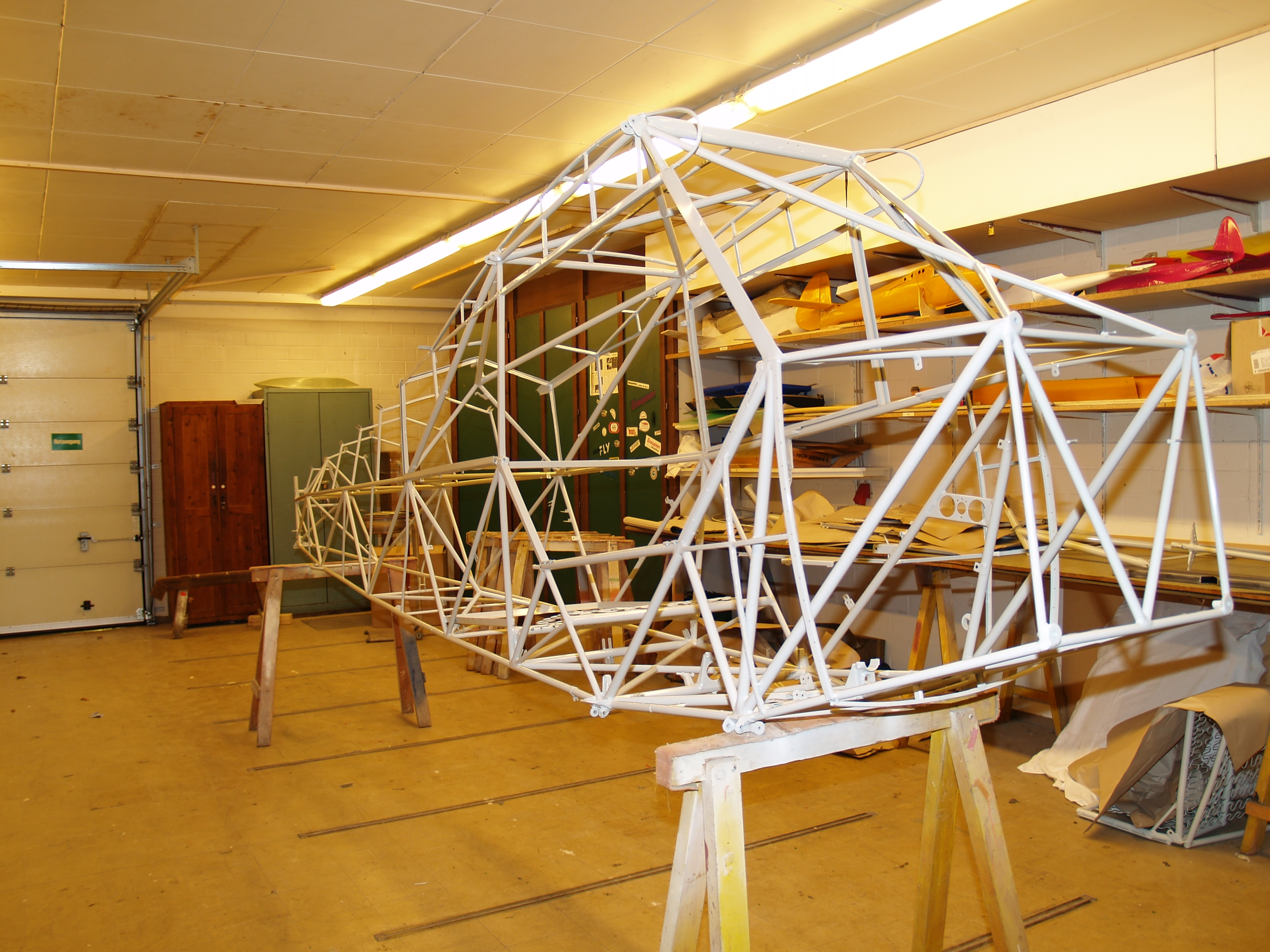
Fachwerkgerüst eines Flugzeuges (Piper PA-18) ohne Stoffbespannung

Im Flugzeug-, Motorrad-, (Lasten-)Fahrrad- und Automobilbau werden räumliche Fachwerke für Fahrgestelle als sogenannte Gitterrahmen verwendet. Sie enthalten aber oft nicht ausschließlich Stabdreiecke, was insbesondere auf die Motorradrahmen zutrifft. Dabei handelt es sich um Mischformen aus allgemeinem, biegesteifem Stabwerk und Fachwerk.
Bei Flugzeugen wurde historisch der ganze Rumpf mitsamt Flügeln aus (Holz-)Fachwerk gefertigt und bespannt, etwa beim DFS 230, einem Lastensegler mit Flugzeugrumpf aus einem geschweißten Stahlrohrfachwerk mit Stoffbespannung. Auch Starrluftschiffe wurden – im Unterschied zu aufgepumpten Prallluftschiffen – mit Fachwerk-Stützkonstruktionen aufgebaut.

## Ideales und reales Fachwerk
Die Untersuchung der Gebrauchsfähigkeit von Fachwerken (Festigkeit und elastische Verformung) erfolgt mit Hilfe der Festigkeits- und Verformungslehre, die in ihrer Anwendung bei Tragwerken als Baustatik bezeichnet wird.
In die Festigkeits- und Verformungsuntersuchungen fließen immer vereinfachende, d. h. die Realität idealisierende Annahmen ein. Das in der Baustatik übliche Begriffspaar ideales Fachwerk / reales Fachwerk betrifft insbesondere die Annahmen über die Steifigkeit der Knoten. Ihre relativ geringe Steifigkeit durch Gelenkigkeit zu ersetzen, ist eine Idealisierung.

### Idealisierungen
Folgende Sachverhalte werden vernachlässigt:
- eine geringe Biegesteifigkeit der Stabverbindungen zugunsten gelenkiger Verbindungen[6]
- dass die Fachwerkstäbe nie genau gerade sind
- dass sich die Achsen (und somit auch die Wirkungslinien der Stabnormalkräfte) nie genau in einem Knotenpunkt schneiden
- äußere Belastungen, die nicht an Knoten angreifen (keine  Knotenkräfte sind);[7][8] z. B. die Gewichtskräfte der Stäbe. Hingegen müssen Belastungen, welche direkt an Stäben wirken (Gewichtskräfte von Fahrbahnplatten, Windkräfte u. ä.), i. d. R. beachtet werden.

Zusammenfassend werden ausschließlich Normalkräfte in den Stäben beachtet, Querkräfte, Biege- und Torsionsmomente hingegen vernachlässigt.

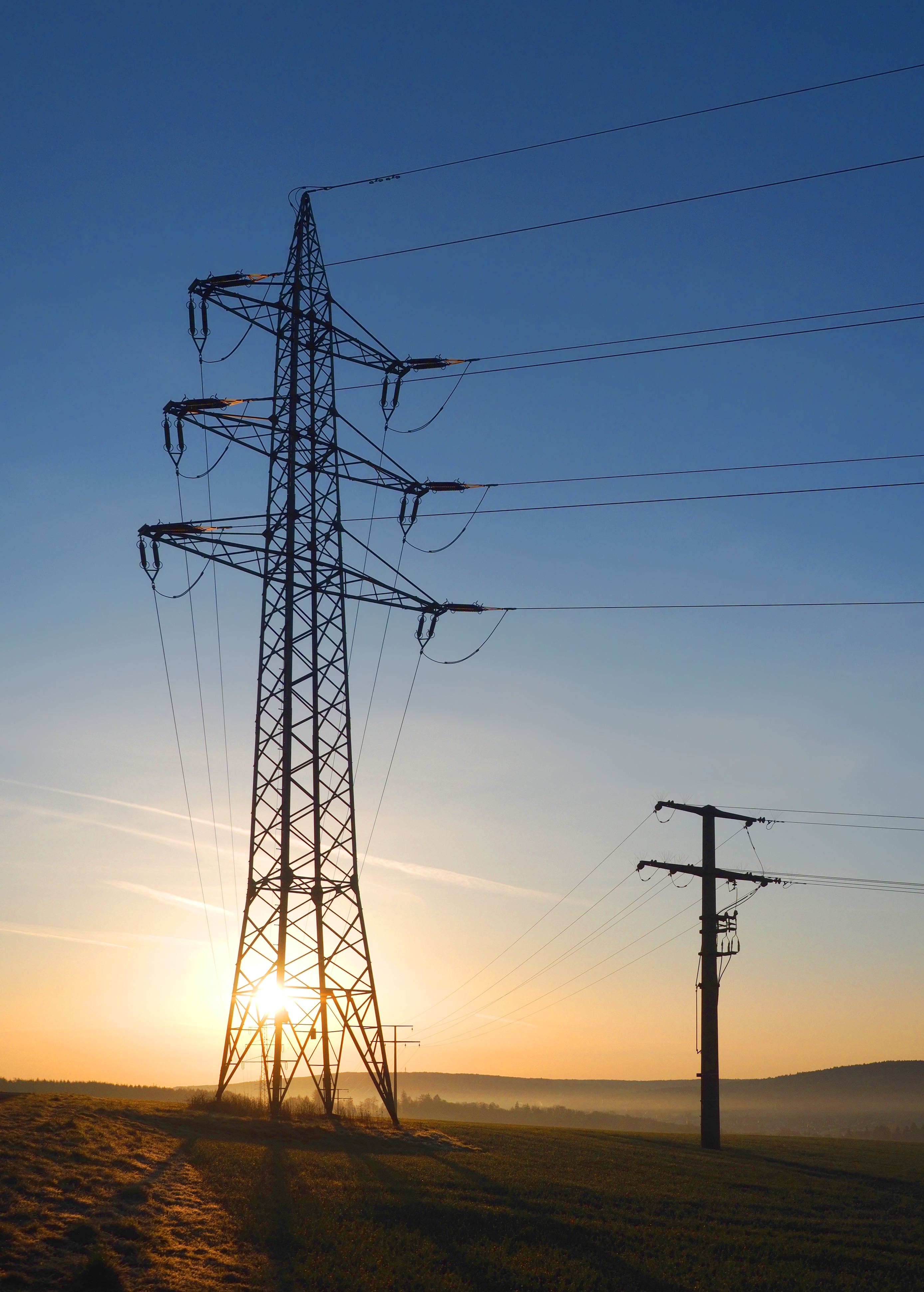
Links ein Stahlfachwerkmast einer 110-kV-Leitung

### Reales Fachwerk
Die o. g. Idealisierungen werden in der Praxis nicht immer (insbesondere nicht alle gemeinsam) vorgenommen und dürfen dies aus Sicherheitsgründen auch nicht immer. Dadurch steigt der Berechnungsaufwand. So sind z. B. zusätzlich zu Normalspannungen auch Nebenspannungen zu ermitteln und für die zulässigen Materialspannungen und für die zulässige Verformung des Fachwerks zu bewerten.

## Untersuchungs- und Berechnungsmethoden
Die im Folgenden angegebenen Methoden setzen die Annahme eines idealen Fachwerks voraus.

### Statische Bestimmtheit: Abzählkriterien
Dass Fachwerke statisch bestimmt sind, ist eine bei ihrer Untersuchung zuerst zu beantwortende Frage. Sie lässt sich prinzipiell nur bei mit Gelenken (anstatt biegesteifen Knoten) versehenen, also nur bei idealen Fachwerken stellen.
Ein statisch unterbestimmtes Fachwerk scheidet aus, da es auf seinen Fundamenten oder in sich beweglich wäre. Statisch überbestimmte Fachwerke haben zu viele Stäbe, was dem Prinzip Leichtbau widerspricht. Sie sind aber stabil, haben lediglich den Nachteil, dass der Untersuchungsaufwand größer wird. Thermische Ausdehnungen und Versetzungen der Fundamente können bei ihnen sekundäre (bezüglich eigentlichem Gebrauch zusätzliche) Beanspruchungen bewirken.
Die Frage, ob ein Fachwerk statisch bestimmt ist, wird prinzipiell durch Auswerten der Gleichgewichtsbedingungen (Summe aller Kräfte bzw. Drehmomente ist Null) beantwortet.
Als vereinfachte Bestimmungsmethode wurden aus ihnen die sogenannten Abzählkriterien entwickelt. Sie liefert nur eine Zahl, die aussagt, wie oft unterbestimmt ein System ist minus der Freiheitsgrade. Oftmals besitzen statische Systeme entweder Freiheitsgrade oder sind statisch Überbestimmt, oder sind statisch bestimmt, dort und nur dort kann die Formel herangezogen werden wie viele Freiheitsgrade/Überbestimmt ein System ist. Die Formel sagt nicht aus, ob sie anwendbar ist oder nicht, daher sollte sie nur zur Kontrolle verwendet werden. Die Abzählkriterien sind nur eine notwendige, aber nicht hinreichende Bedingung für den Nachweis statischer Bestimmtheit.
Eine Bestimmung kann mit sogenannten Abbau- bzw. Aufbaukriterien erfolgen. Hierbei wird in der Praxis bzw. anhand der Gleichgewichtsbedingungen betrachtet, was passiert, wenn ein Stab entfernt oder hinzugefügt wird. Wird einem statisch bestimmten Fachwerk ein beliebiger Stab entnommen, entsteht ein beweglicher Mechanismus. Falls dies nicht der Fall ist, war das System vorher überbestimmt.
Ausnahmefachwerke müssen gesondert betrachtet werden. Denn obwohl die Abzählkriterien erfüllt werden, sind diese Fachwerke sind nicht statisch bestimmt. In Ausnahmefachwerken sind auch ohne Entnahme eines Stabs (infinitesimal) kleine Verschiebungen möglich. Wird ein Stab entnommen, so hat ein reales Ausnahmefachwerk (dessen Stäbe ein Eigengewicht haben) keine Ruhelage: Ein Teil des Fachwerks klappt ein.
Bei Ausnahmefachwerken können bestimmte Krafteinwirkungen (die bei konstruktiv ähnlichen aber stabilen Fachwerk unbedenklich sind oder nicht vorkommen) zur Überlastung führen.

Ein ebenes Fachwerk:

Für ebene Fachwerke wird folgende Formel verwendet:
{\displaystyle a+s-2z=0\ (=n)}
Hierbei ist
- {\displaystyle a} die Summe der in den Auflagerdrehgelenken unterbundenen Bewegungsmöglichkeiten (Wertigkeiten der Auflager),
- {\displaystyle s} die Anzahl der Stäbe,
- {\displaystyle z} die Anzahl der Drehgelenke (Auflager + Verbindungen).

Beispiel: nebenstehend abgebildetes Fachwerk
{\displaystyle 4+6-2\cdot 5=0}  ⇐  das nebenstehend abgebildete Fachwerk ist statisch bestimmt.
Für räumliche Fachwerke wird folgende Formel verwendet:
{\displaystyle n=a+s-3z}

### Berechnungsverfahren für Fachwerke

#### Knotenpunktverfahren (Rundschnittverfahren)
Mit dem Knotenpunktverfahren lassen sich die Stabkräfte durch Aufstellen eines Gleichungssystems ermitteln. Für jeden Knoten eines 2-D-Fachwerkes werden die je maximal zwei linear unabhängigen Gleichgewichtsbedingungen – z. B. die Summe der Kräfte in x- und in y-Richtung muss Null sein – ermittelt. Dadurch ergibt sich ein Gleichungssystem, das bei statischer Bestimmtheit des Fachwerkes gelöst werden kann.
Im dreidimensionalen Fall können jeweils maximal drei linear unabhängige Gleichungen aufgestellt werden.

#### Rittersches Schnittverfahren
Das Rittersche Schnittverfahren dient zur Berechnung von Stabnormalkräften im Fachwerk. Somit können pro Schnitt im Zweidimensionalen maximal drei Stabkräfte oder im Dreidimensionalen maximal sechs Stabkräfte berechnet werden.

#### Stabtauschverfahren
Das Hennebergsche Stabtauschverfahren wird bei nicht einfachen Fachwerken angewandt.

#### Cremonaplan
Der Cremonaplan dient bei statisch bestimmten Fachwerken der zeichnerischen Bestimmung der Stabkräfte.

## Fachwerknamen und -typen von ebenen Fachwerken

Fachwerkverband mit Andreaskreuzen[1]
Fachwerk mit K-Verband
Ständerfachwerk[1]
Strebenfachwerk[1]
Strebenfachwerk mit Pfosten[1]
Die Verzerrung (Verschiebung) der Vierecke im Rautenfachwerk[1] wird durch die Einbindung in die Gesamtkonstruktion verhindert.
Gitterträger sind keine Fachwerke im engeren Sinne, da die Stäbe an den Knotenpunkten durchlaufen. In Stabrichtung sind die Knoten daher steif, während sie quer zur Stabrichtung als Gelenke wirken.

## Raumfachwerk
Raumfachwerke unterscheiden sich von räumlichen Stabwerken und Rahmen dadurch, dass sie auch ohne biegefeste Verbindungen der Stäbe untereinander stabil sind. Sie erfüllen damit das Bildungsgesetz für räumliche Fachwerke. Die Räumlichkeit der Fachwerke kann entweder durch Anordnung der Stäbe in mehreren Lagen (Untergurt, Diagonalen, Obergurt), oder/und durch Anordnung der Stäbe im Raum erfolgen. Im ersten Fall erzeugt man ein ebenes Raumfachwerk, im zweiten Fall ein gestuftes oder gekrümmtes Raumfachwerk, das im Sonderfall (z. B. bei einer Kuppel) auch einlagig sein kann. Ein klassisches Beispiel des räumlichen gekrümmten, aber im Prinzip ebenen Fachwerkes ist die geodätische Kuppel.
Die Verbindung der Stäbe erfolgt im Allgemeinen mit Knotenteilen, die massiv (Kugeln, Zylinder) oder aufgelöst (Scheiben) ausgeführt werden können.

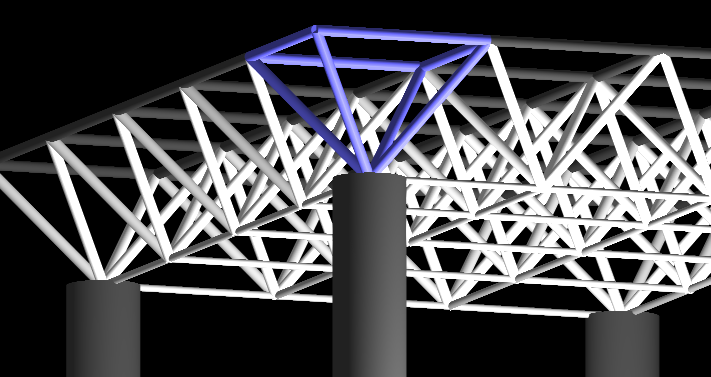
Räumliches Tragwerk
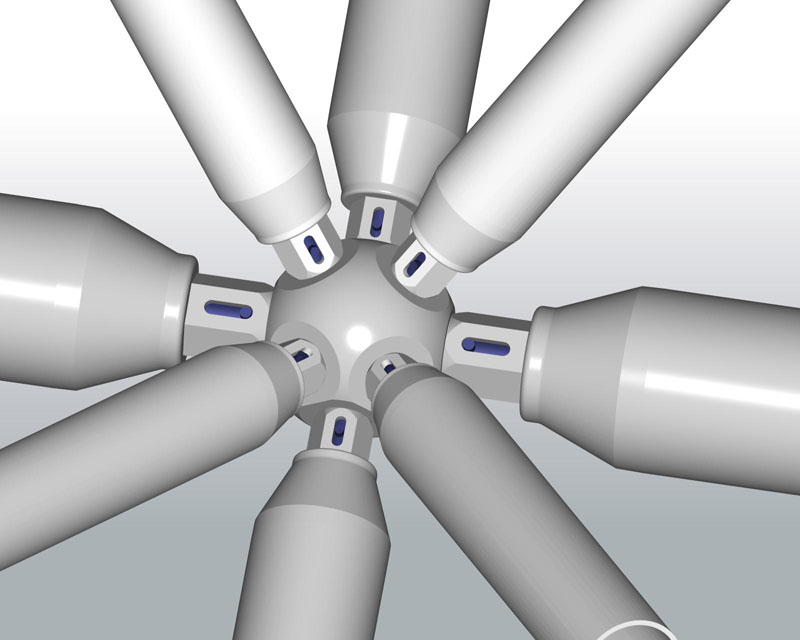
Computergrafik eines Mero-Raumfachwerkknotens
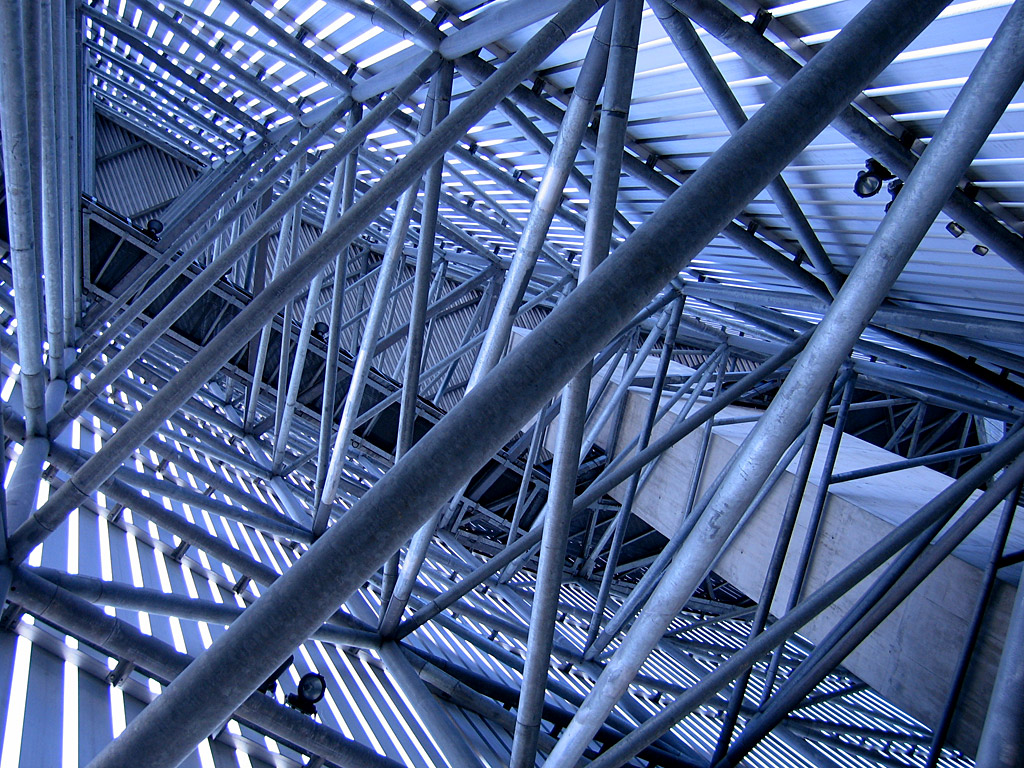
Blick in das RFW von Air Shard Daniel Libeskinds Imperial War Museum North
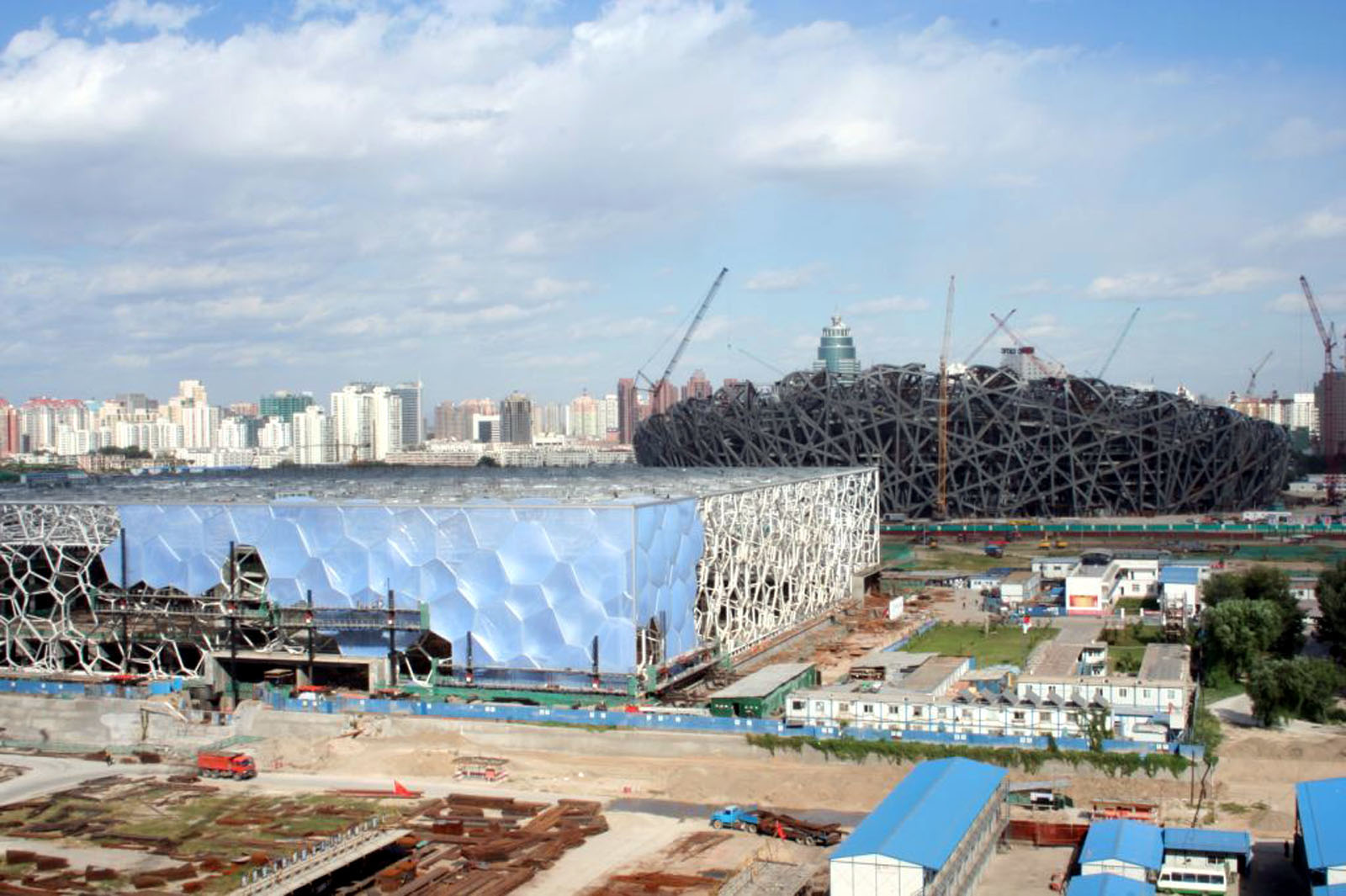
Unregelmäßiges Raumfachwerk des Water Cube in Peking
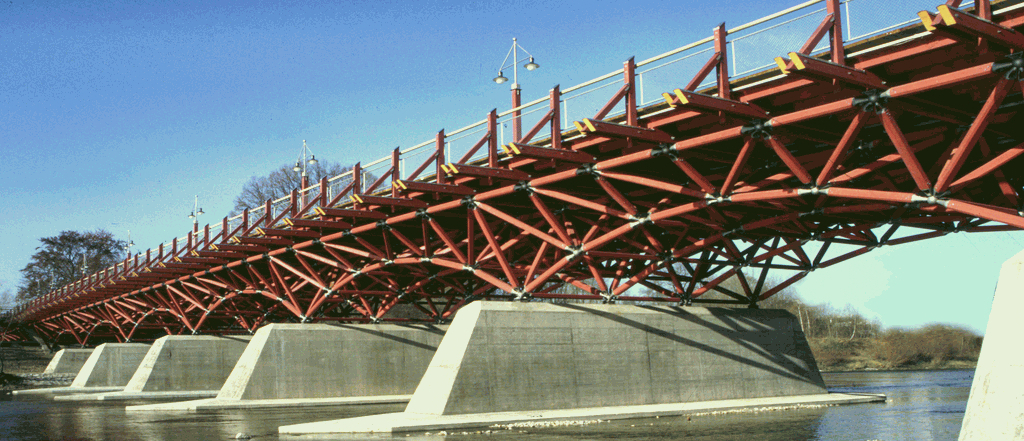
Raumfachwerk der Thalkirchner Brücke in München
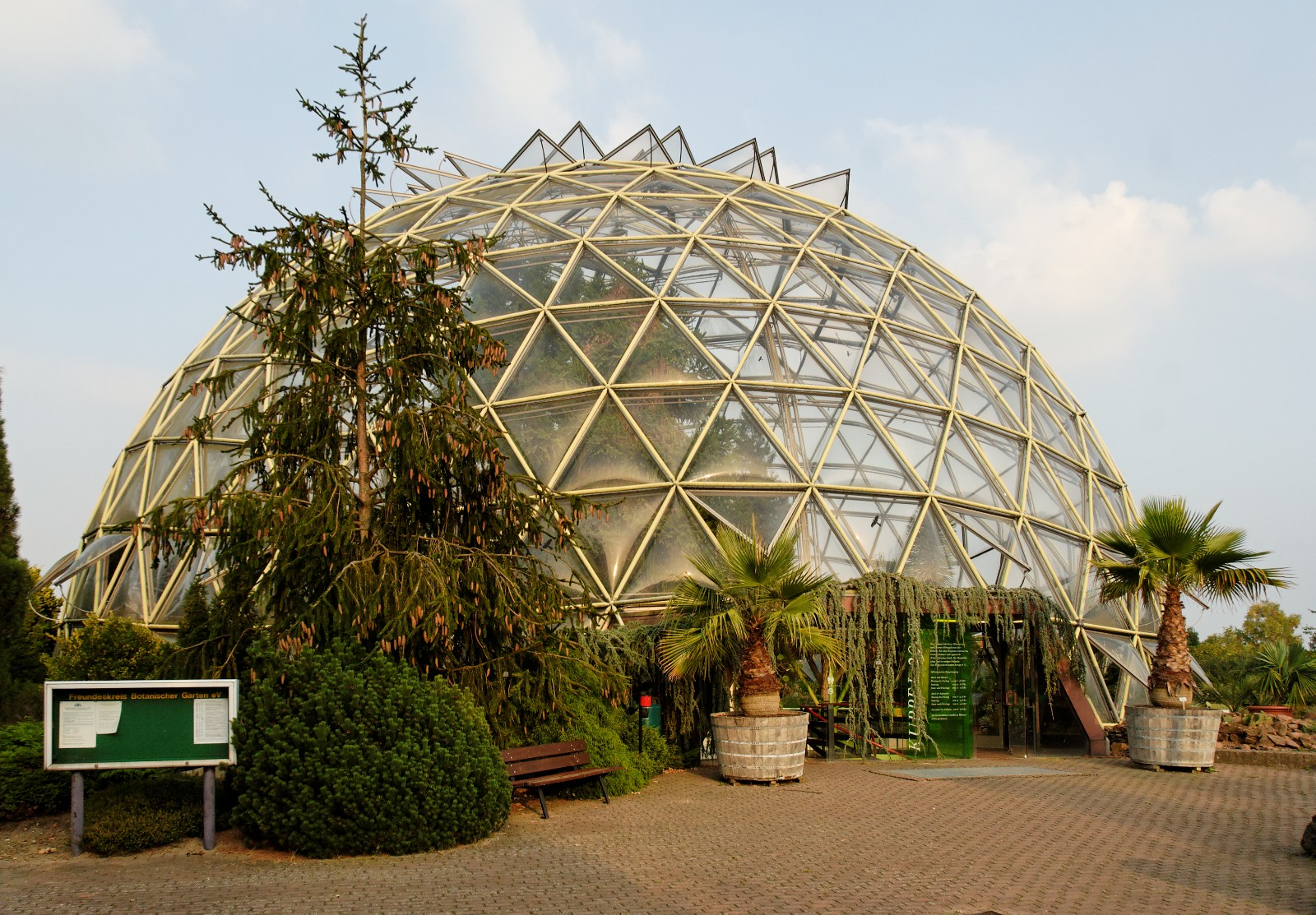
Geodätische Kuppel: Gewächshaus im Botanischen Garten Düsseldorf

### Geometrie
Die Geometrie der Stabanordnung spielt eine wesentliche Rolle beim Entwurf von Raumfachwerken. Die ebenen und gestuften Raumfachwerke lassen sich aus einer Kombination (Komposition) von Tetraeder und (Halb-)Oktaeder ableiten, seltener aus dem Hexaeder (Kubus). Die Raumfachwerke für Kuppeln können aus dem Dodekaeder und Ikosaeder abgeleitet werden. Die fünf genannten Polyeder bilden die platonischen Körper.
Die Geometrie von Raumfachwerken auf Freiformflächen, insbesondere solche auf NURBS (Non Uniform Rational B-Spline-Flächen), erfordert den Einsatz von CAD-Spezialprogrammen, die die Netzgenerierung auf diesen Flächen zulassen.

### Planung und Fertigung
Durch die von Computern unterstützte Planung und Fertigung können beliebige Konfigurationen realisiert werden. Trotzdem stellt die Orientierung der Verbindungsknoten ein besonderes Problem dar, um Knotengröße und Fräsarbeit insbesondere bei Freiformflächen mit direkt aufliegender Glaseindeckung zu minimieren.

### Material

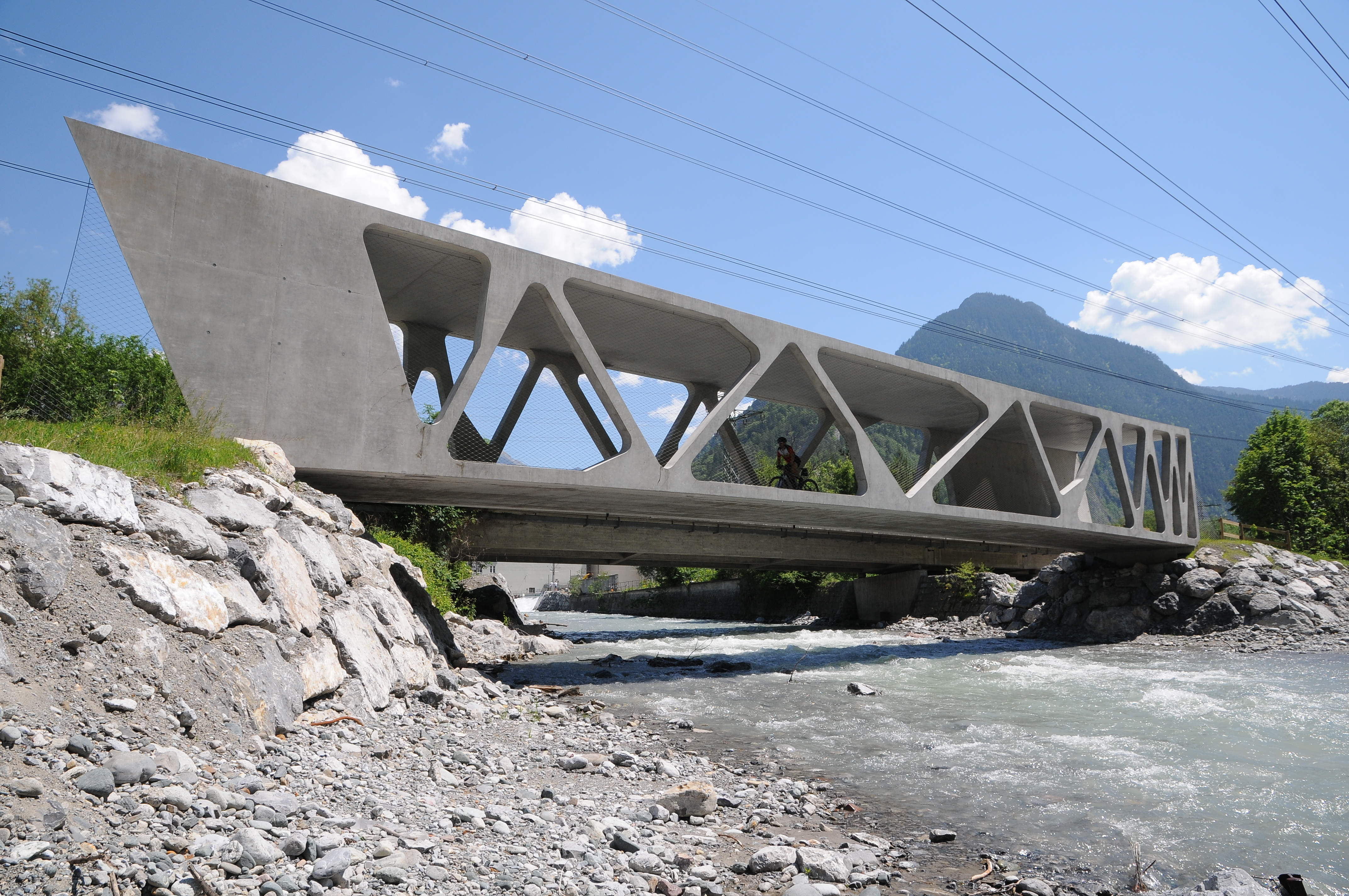
Betonbrücke

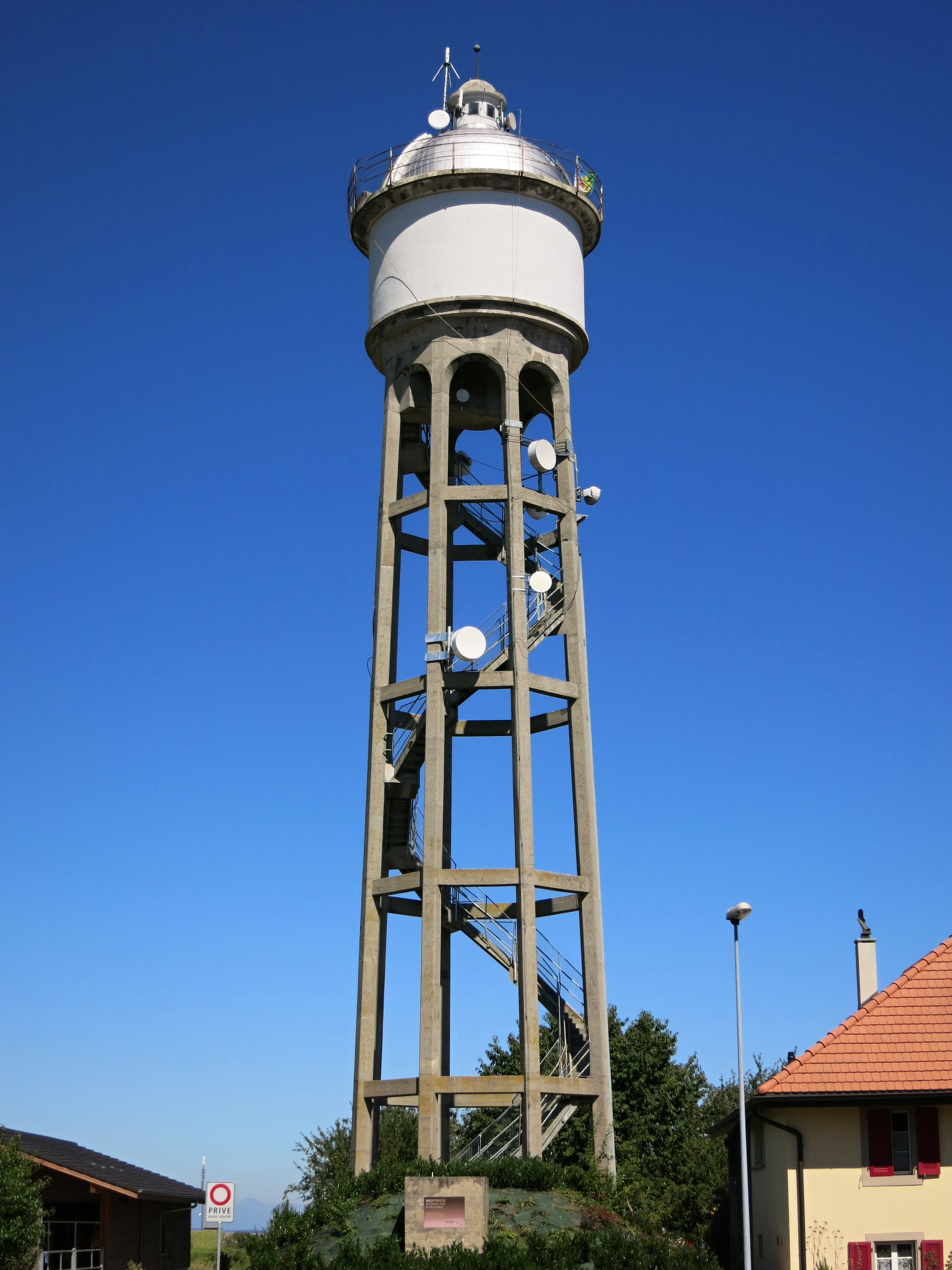
Als Betonfachwerkkonstruktion ausgeführter Wasserturm

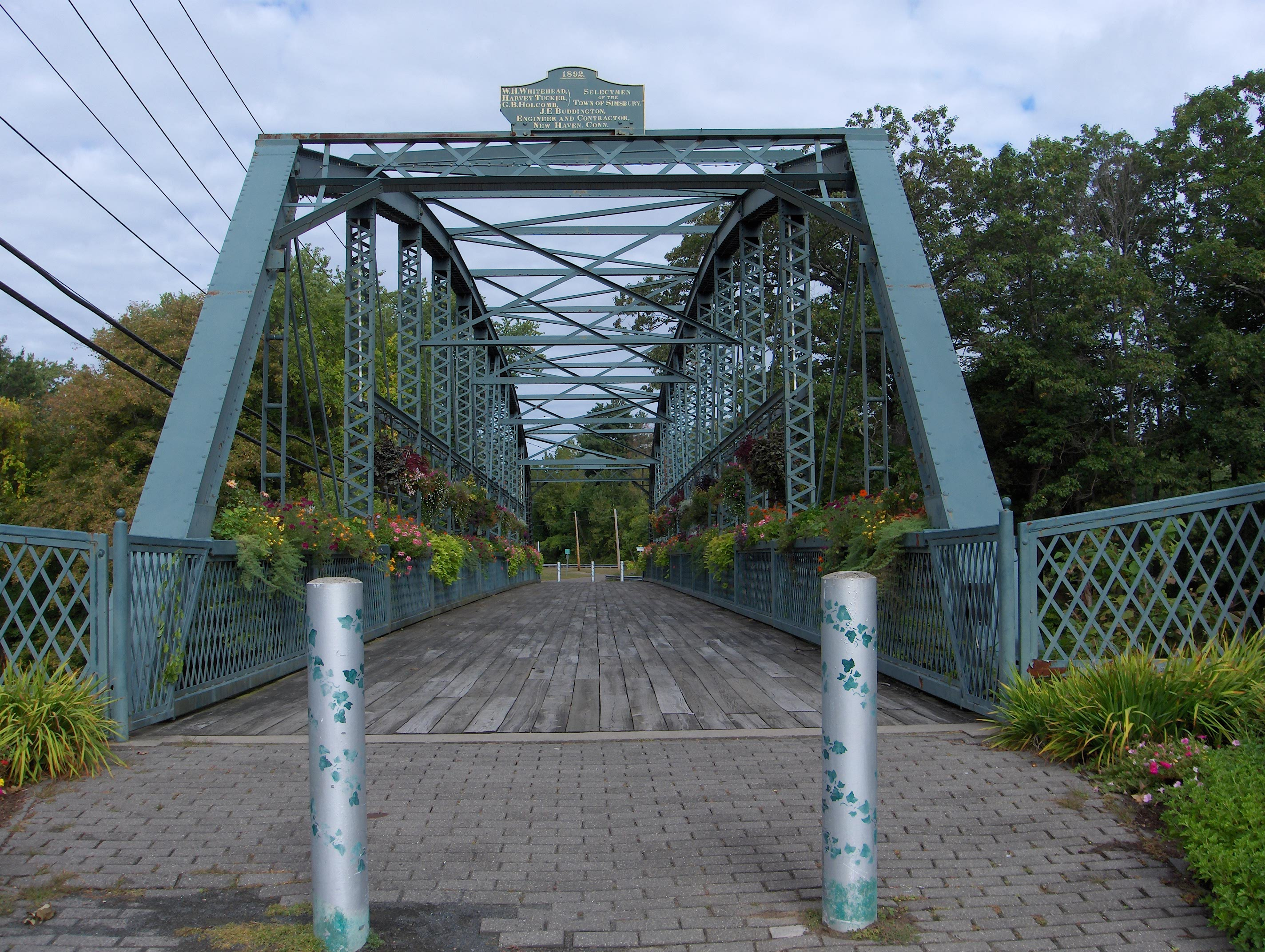
Stahlbrücke

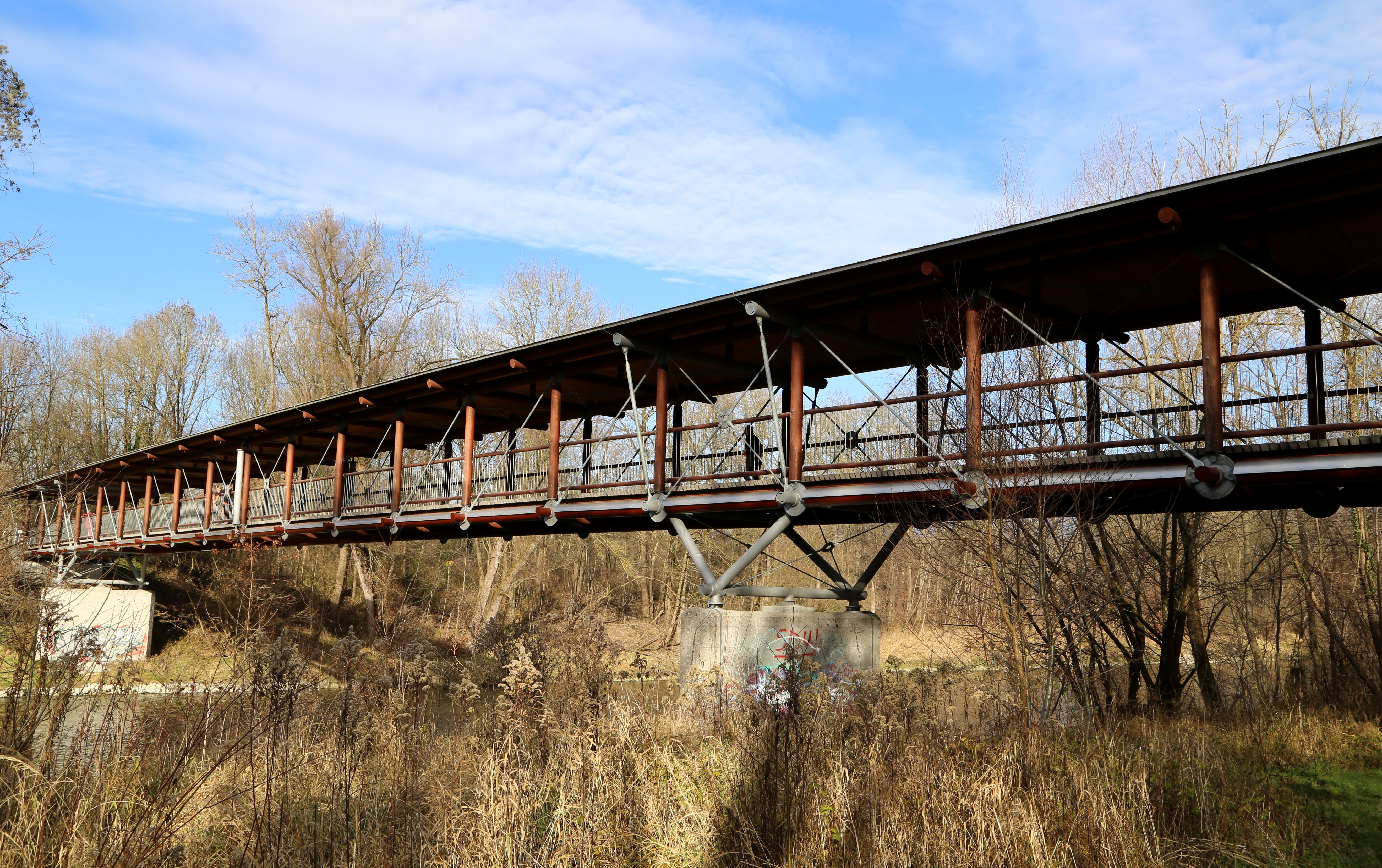
Stahl-Holzbrücke

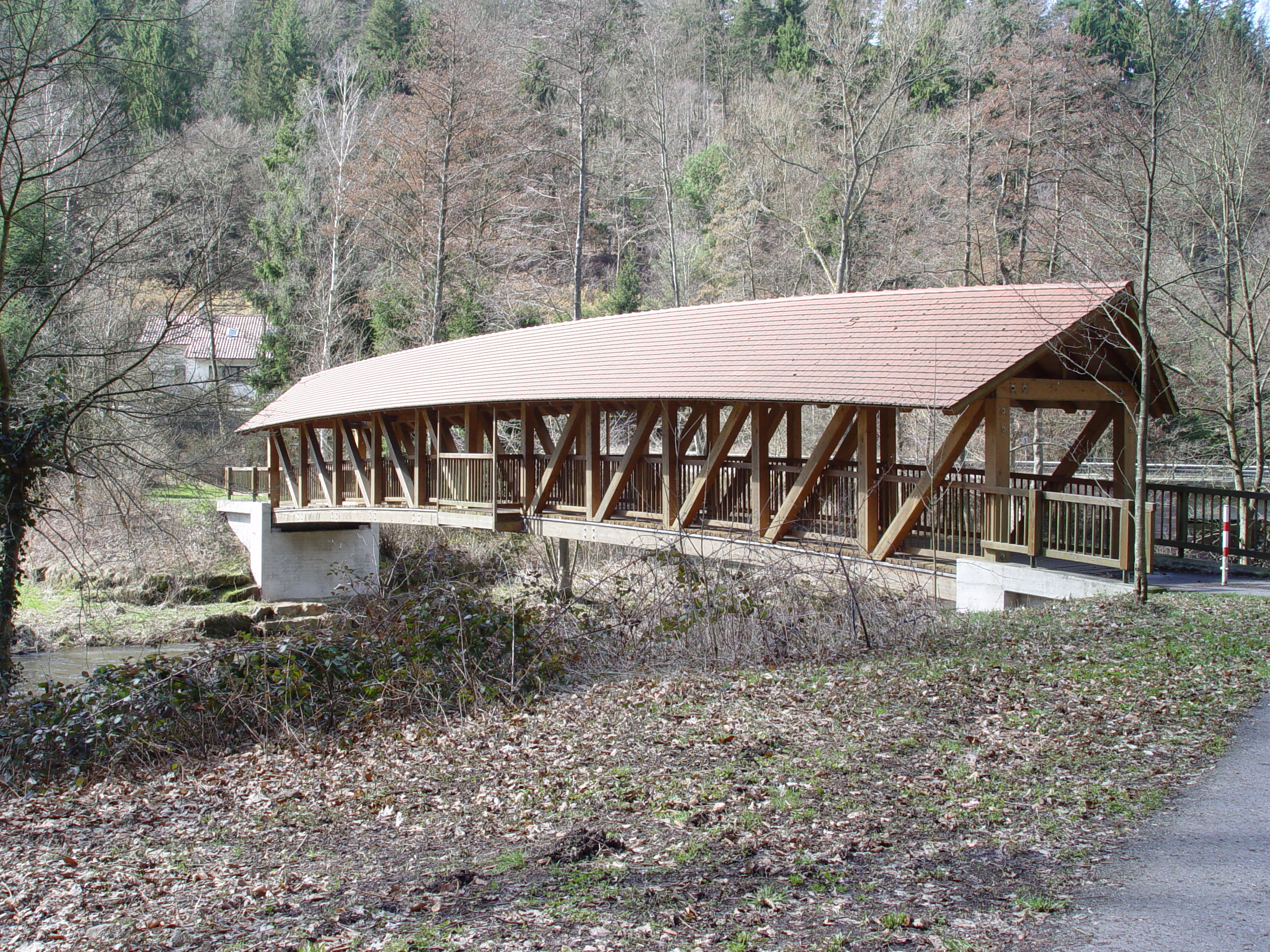
Fachwerkbalken-Holzbrücke

Für Fachwerke kann praktisch jedes Baumaterial (Holz, Stahl, Aluminium, Edelstahl, kohlenstofffaserverstärkter Kunststoff und in seltenen Fällen auch Beton) verwendet werden, ebenso Kombinationen daraus. Es sind sowohl runde, gebogene als auch (viel-)eckige Profile möglich wie auch beliebige Kombinationen daraus. Bei Metallen werden Walzerzeugnisse wie z. B. Bleche, Profilträger (I-, L-, U-, T-, Z-Profile) wie auch andere Formen eingesetzt.